# Mavinakatte, Hosadurga
Mavinakatte là một làng thuộc tehsil Hosadurga, huyện Chitradurga, bang Karnataka, Ấn Độ.